# 周延 (哲學概念)
如果一个命题述及一个词项所指称的类的所有成员，那么该词项在这个命题中周延（distribute）。在陈述如“所有A不是B就是C”中，A周延，而B、C不周延，因为有的B和C不是A。在陈述如“某些D是E”中，D和E不周延，因为没有提及余下的（不是E的D和不是D的E）。
在直言命题中，词项的周延取决于量词：
- 在全称肯定的“所有S都是P”命题中，主项周延。
- 在全称否定的“所有S都不是P”命题中，主项和谓项都周延。
- 在特称肯定的“有些S是P”命题中，主项和谓项都不周延。
- 在特称否定的“有些S不是P”命题中，谓项周延。

Copi和Cohen声称了在有效的直言三段论中有关词项的周延的规则：
1. 中项至少在一个前提中周延。
2. 在结论中周延的词项在前提中也必须周延。

不服从这些规则之一的直言三段论就会出现谬误。
周延概念是中世纪学者提出的。用现代符号可表示为：
- 全称肯定命题，“所有 S 都是 P”：{\displaystyle \forall x\in S,\exists y\in P:x=y}
- 全称否定命题，“所有 S 都不是 P”：{\displaystyle \forall x\in S,\forall y\in P:x\neq y}
- 特称肯定命题，“有些 S 是 P”：{\displaystyle \exists x\in S,\exists y\in P:x=y}
- 特称否定命题，“有些 S 不是 P”：{\displaystyle \exists x\in S,\forall y\in P:x\neq y}

这里的等号指示同一而非等同。

## 引用
1. ↑  . Routledge. 2019: 206–207. ISBN 978-1-315-14401-6.